# Champion (deutsche Automarke)

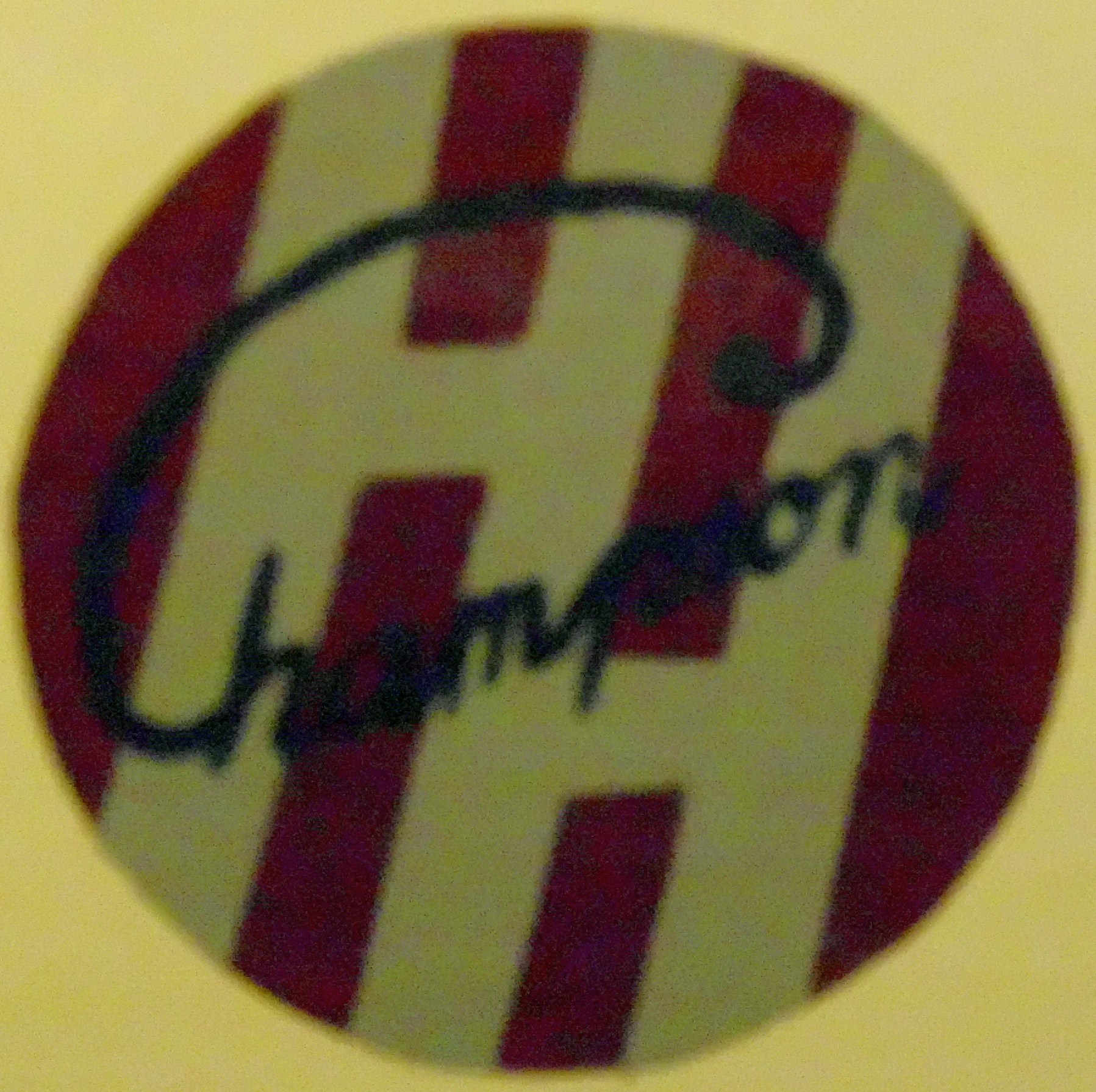
Emblem vom Hermann-Holbein-Fahrzeugbau

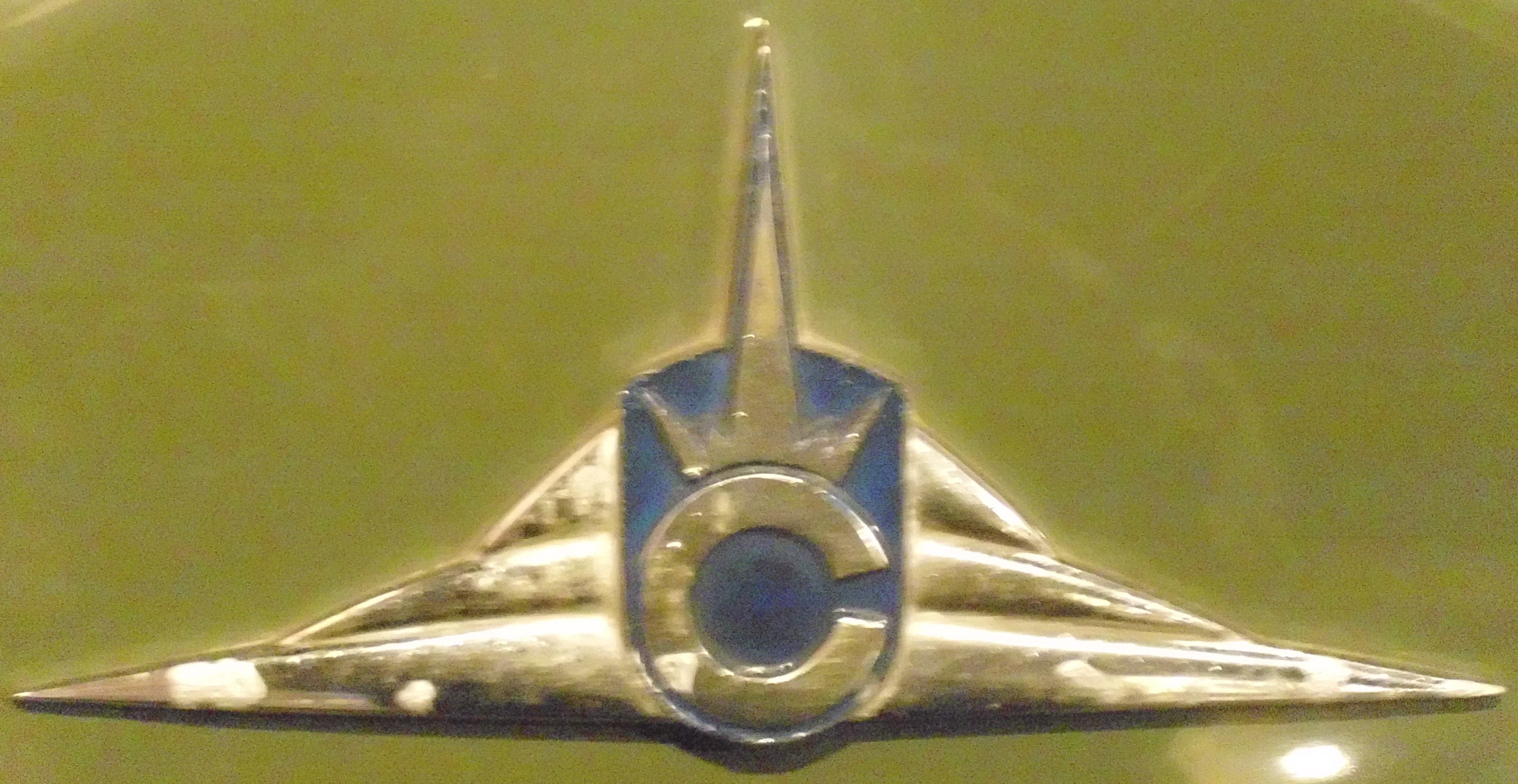
Späteres Emblem

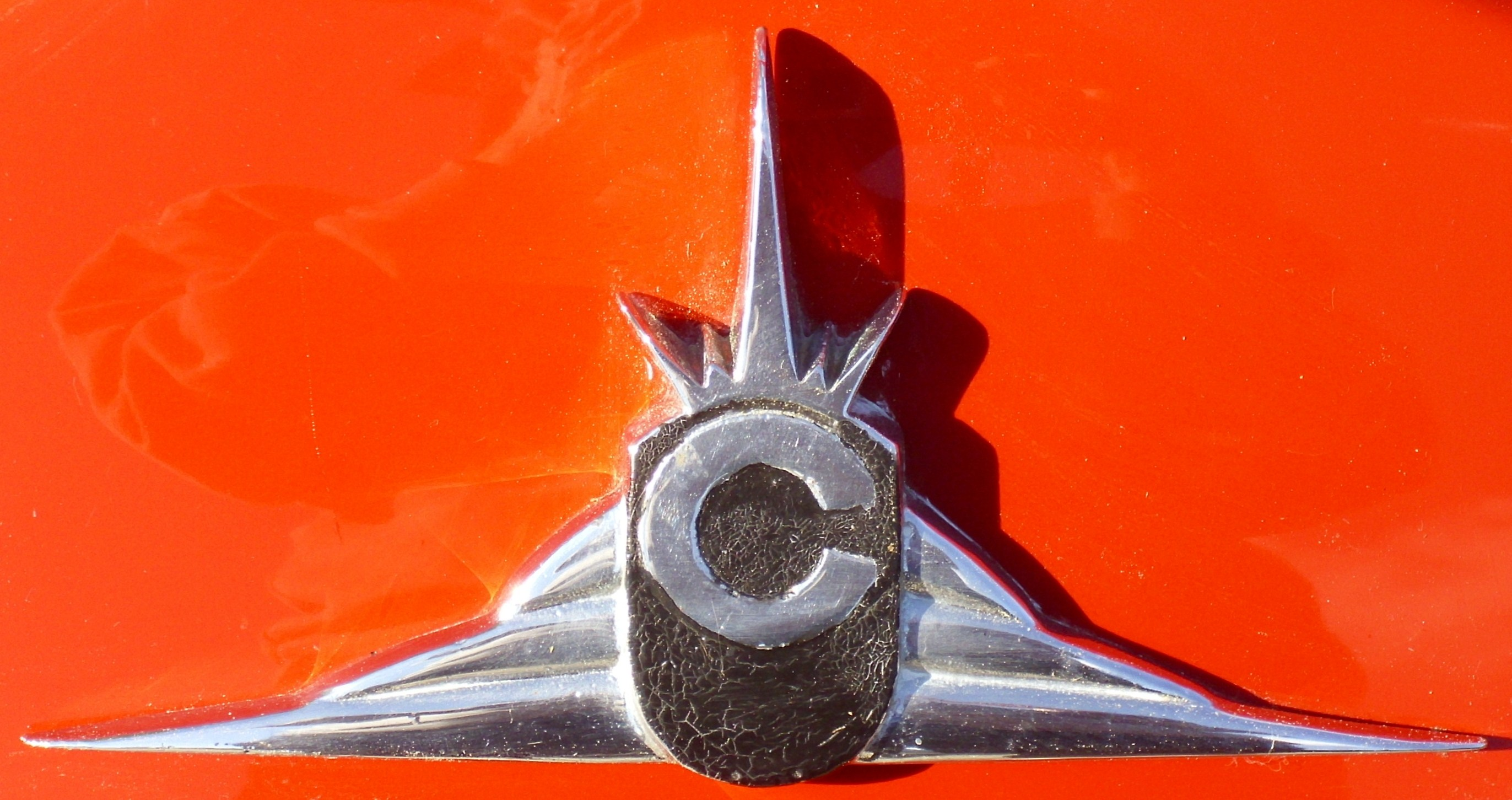
Geringfügig anderes Emblem

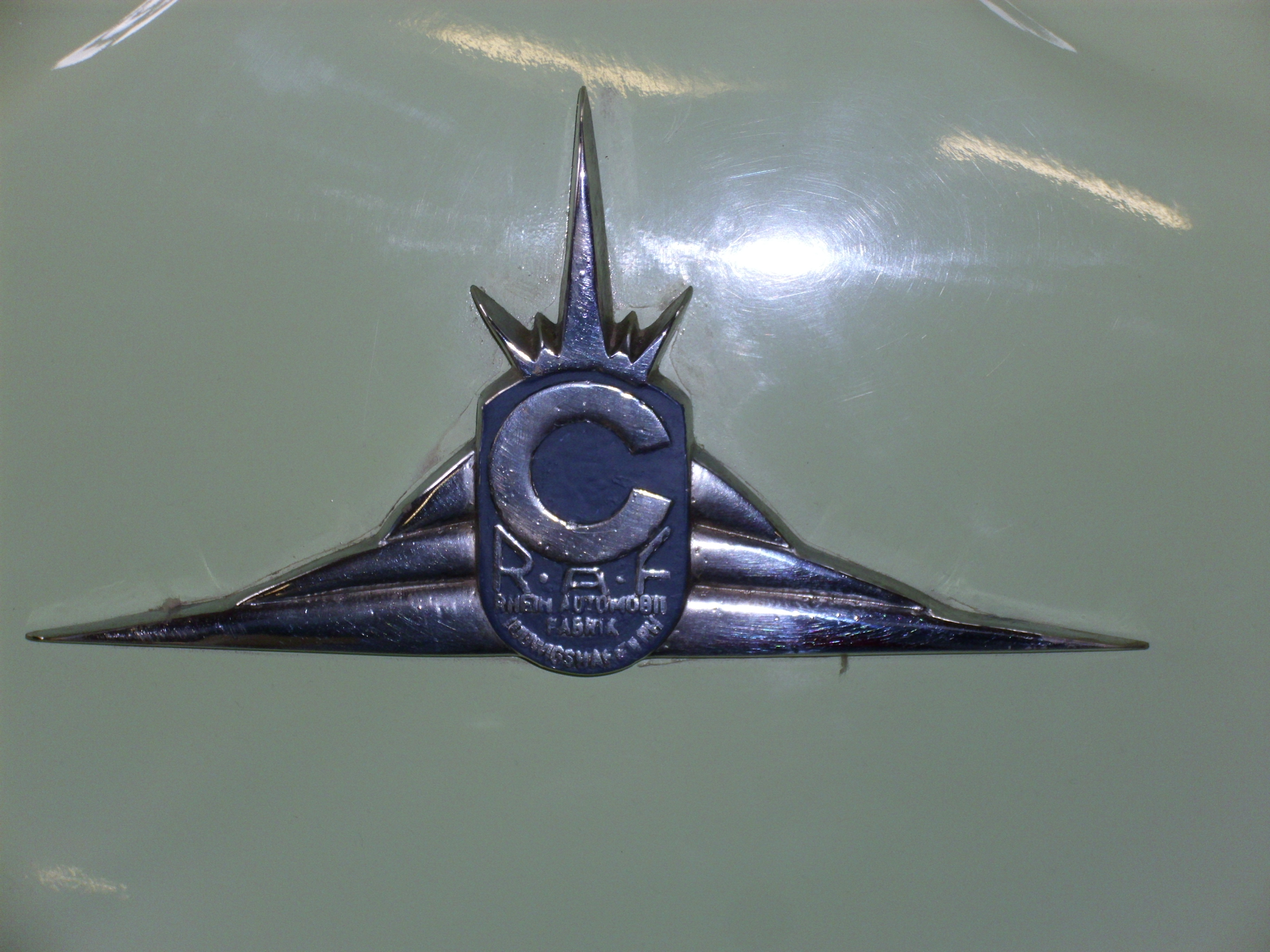
Emblem der Rheinischen Automobil-Fabrik

Champion war eine deutsche Automarke. Die als Champion angebotenen Kleinstwagen wurden von 1949 bis 1954 nacheinander von verschiedenen Herstellern an unterschiedlichen Orten produziert.

## Markengeschichte

### Zahnradfabrik Friedrichshafen AG
Das Unternehmen aus Friedrichshafen arbeitete 1946 unter Leitung von Chefingenieur Albert Maier an der Entwicklung eines Kleinstwagens. Nach der Produktion von drei oder fünf Prototypen wurde alles an Hermann Holbein übergeben.

### Hermann-Holbein-Fahrzeugbau
Der Autorennfahrer Hermann Holbein übernahm von der Zahnradfabrik Friedrichshafen AG die Entwicklung eines Kleinstwagens. Die Serienfertigung begann im November 1949 in Herrlingen und endete im November 1950.

### Champion-Automobilbau GmbH
Gegründet von der Benteler International AG und dem Hermann-Holbein-Fahrzeugbau, produzierte dieses Unternehmen von Dezember 1950 bis Oktober 1952 in Paderborn.

### Rheinische Automobil-Fabrik, Hennhöfer & Co. OHG
Dieses Unternehmen aus Ludwigshafen am Rhein übernahm die Produktionsanlagen und stellte zwischen Dezember 1952 und November 1953 Automobile her.

### Rheinische Automobil-Fabrik, Henning Thorndal
Henning Thorndal produzierte am gleichen Ort zwischen Mitte 1954 und November 1954.

## Das Ende des Markennamens Champion
Maico aus Pfäffingen übernahm im Juni 1955 für etwa 300.000 Mark alle Rechte, Montageeinrichtungen, Werkzeuge und Lagervorräte und setzte die Produktion unter dem eigenen Markennamen Maico bis 1958 fort.

## Modelle
| Modell                  | Bauzeit   | Zylinder | Hubraum cm³ | Leistung PS | Hersteller                                                                                         | Aufbau             | Bild |
| ----------------------- | --------- | -------- | ----------- | ----------- | -------------------------------------------------------------------------------------------------- | ------------------ | ---- |
| ZF Champion             | 1946      | 1        | 196         | 5           | Zahnradfabrik Friedrichshafen AG                                                                   | offener Zweisitzer |      |
| Champion Ch-1           | 1949      | 1        | 198         | 5           | Hermann-Holbein-Fahrzeugbau                                                                        | offener Zweisitzer |      |
| Champion Ch-2           | 1949–1950 | 1        | 248         | 6,5         | Hermann-Holbein-Fahrzeugbau                                                                        | offener Zweisitzer |      |
| Champion 250            | 1950–1951 | 1        | 248         | 6,5         | Hermann-Holbein-Fahrzeugbau und Champion-Automobilbau GmbH                                         | offener Zweisitzer |      |
| Champion 250 S          | 1950–1951 | 1        | 248         | 10          | Hermann-Holbein-Fahrzeugbau und Champion-Automobilbau GmbH                                         | offener Zweisitzer |      |
| Champion 400 (Vorserie) | 1950      | 1        | 396         | 11          | Hermann-Holbein-Fahrzeugbau                                                                        | Cabriolimousine    |      |
| Champion 400            | 1951–1953 | 2        | 398         | 14          | Champion-Automobilbau GmbH und Rheinische Automobil-Fabrik, Hennhöfer & Co. OHG                    | Cabriolimousine    |      |
| Champion 400 H          | 1953–1954 | 2        | 396         | 15          | Rheinische Automobil-Fabrik, Hennhöfer & Co. OHG und Rheinische Automobil-Fabrik, Henning Thorndal | Cabriolimousine    |      |
| Champion 500 G          | 1953–1955 | 2        | 452         | 18          | Rheinische Automobil-Fabrik, Hennhöfer & Co. OHG und Rheinische Automobil-Fabrik, Henning Thorndal | Kombi              |      |

## Zulassungszahlen in Deutschland
1950 wurden 106 Fahrzeuge in Deutschland zugelassen. In den drei Folgejahren betrugen die Zahlen 890, 1271 und 1685. Für 1954 sind nur noch 428 Neuzulassungen überliefert.